# Campanula versicolor
Campanula versicolor är en klockväxtart som beskrevs av Henry Charles Andrews. Campanula versicolor ingår i släktet blåklockor, och familjen klockväxter. Inga underarter finns listade i Catalogue of Life.